# Tattva Bodha
Das Sanskritwerk Tattva Bodha gehört zu den Prakarana Grantha (einführender Text) und wird dem Adi Shankara zugeschrieben. In kurzer und prägnanter Versform legt es die Prinzipien des Vedanta dar.

## Etymologie
Der Titel des Werks setzt sich zusammen aus den Substantiva Tattva (तत्त्व) Wahrheit (eigentlich Das-Heit, So-Sein) und Bodha (बोध) Wissen, Erfahrung, Gedanke und kann folglich als Wissen um die Wahrheit wiedergegeben werden. Eine freiere und gleichzeitig korrektere Übersetzung wäre Erwachen zur Natur des Das, des Immerwährenden.

## Einführung

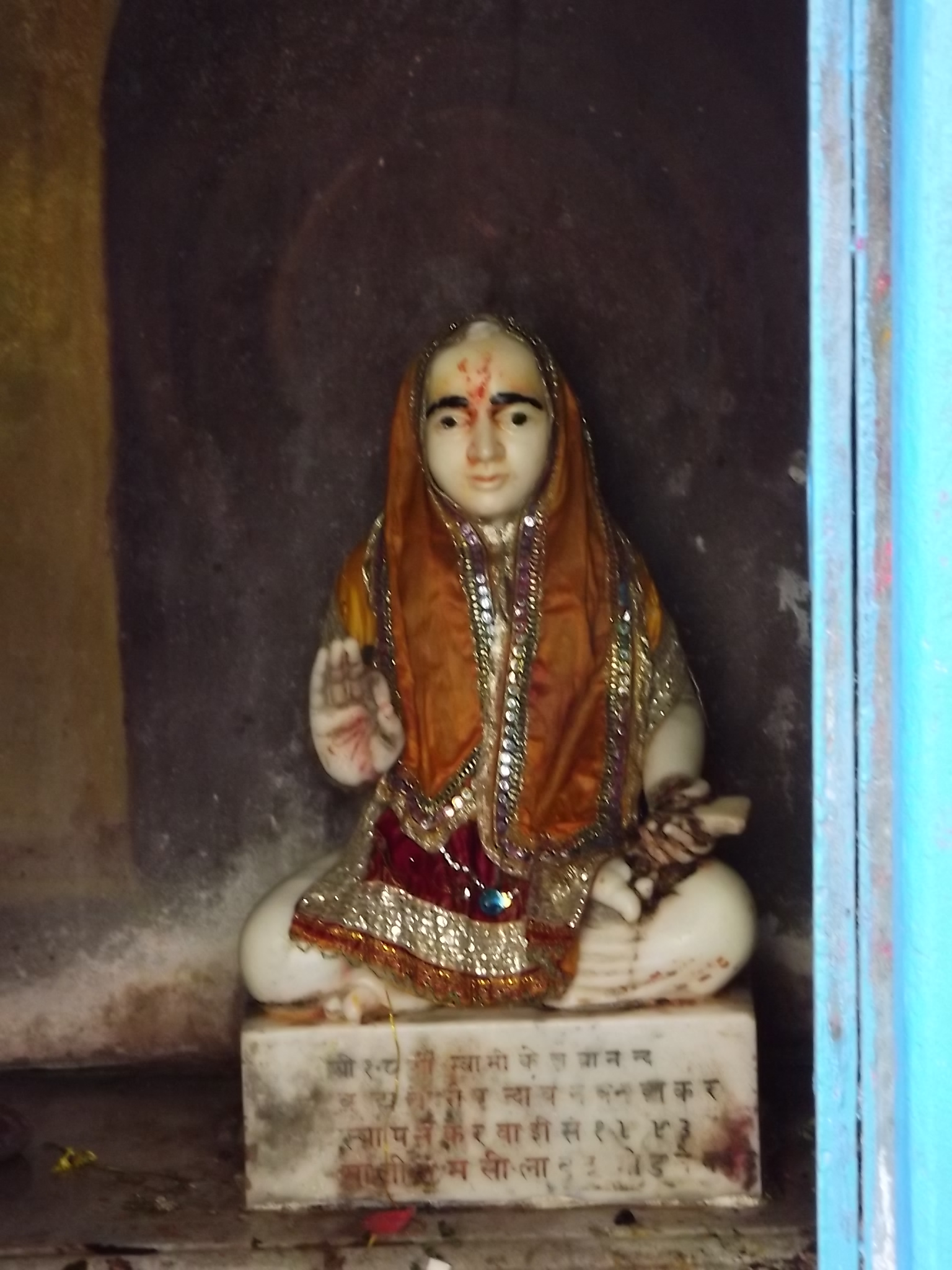
Adi Shankara in Badrinath

Im Leben strebt jeder nach Glück (sukha prāpti), sei dies in Form von Bildung, Beruf, Berühmtheit, Reichtum und so fort – alles Beispiele für die grenzenlosen Begierden der Menschen. Was jemand sich wünscht, möchte er/sie auch unbedingt bekommen; umgekehrt, was nicht erwünscht ist, soll vermieden werden. Wird das angestrebte Ziel nicht erreicht und/oder man bekommt das, was man nicht will, so entsteht Leid, dessen man sich sodann wieder entledigen muss (duḥkha nivṛtti). Das angestrebte Glück sollte idealerweise von nicht verunreinigter Natur sein (sukham ohne duḥkha), ewigen Bestand haben (nitya sukham) sowie unendlich und grenzenlos sein (niratiśaya sukham).
Notgedrungen stellt sich hier die Frage, wie ein solches Glück je erreicht werden soll. Das Tattva Bodha versucht, hierauf eine Antwort zu geben. Sein Vedanta (vedasya anta) lehrt, dass die wahre Natur der Lebewesen göttliche und immerwährende Glückseligkeit ist, die nicht erworben werden muss, sondern bereits in uns schlummert.

## Inhalt

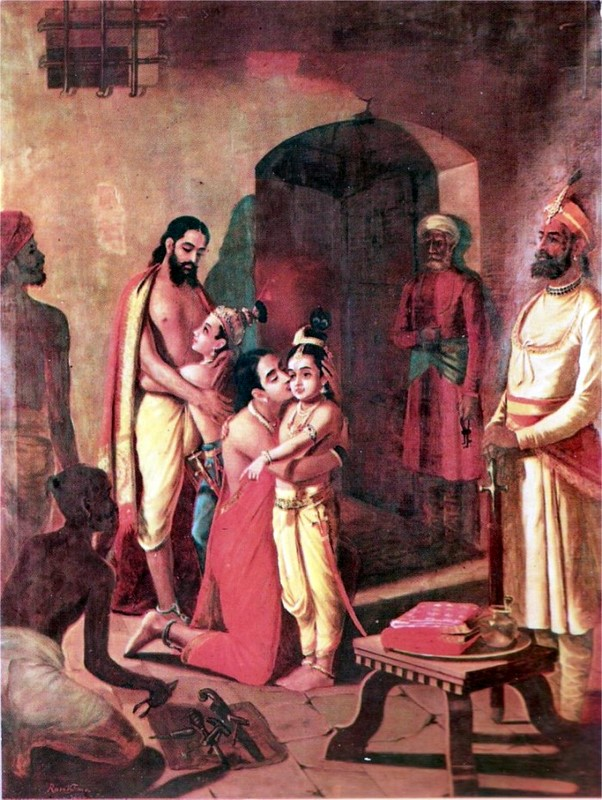
Krishna und Balarama mit ihren Eltern Devaki und Vasudeva nach deren Befreiung

Das Tattva Bodha gilt als definitive Einführung in das Studium über das Selbst (Atman). Es besteht aus 38 Hauptversen mit einer Gesamtzahl von 103 Versen, die in fünf Abschnitten angeordnet sind:
- Einleitung – upodhgata
- Untersuchung des Einzelwesens – jīva vicāra
- Untersuchung des Einzelwesens – ātma vicāra
- Untersuchung der Schöpfung – śriṣṭi vicāra
- Untersuchung der Identität zwischen Einzelwesen und Gott – jīva iśvara vicāra
- Frucht des Wissens über das Selbst – jñanaphalam

Eingangs- und Endvers sind typische Shloka (śloka), wohingegen der Rest des Werks in Prosaform geschrieben ist. Der Text ist generell in einem Frage- und Antwortstil abgehalten, der in präziser Form die philosophischen Grundbegriffe des Jnana Yoga verdeutlicht.

### Einleitung
Die Einleitung ist eine Anrufung Gottes (Vasudevas) und eine Ehrung des Lehrers (Gurus):

„Nach gebührender Begrüßung Sri Vasudevas, dem König der Yogis, sowie des Gurus, dem Vermittler aller Weisheit, soll der Tattva Bodha, das Wissen um die Wahrheit, als Hilfe für alle Wahrheitssuchen dargelegt werden.“

### Untersuchung des Einzelwesens

#### Jīva vicāra bzw. adhikārī
Dieser Abschnitt besteht aus sieben Hauptversen (Verse 1 bis 7) bzw. 17 Einzelversen und definiert den Schüler (adhikāri). Ausgeführt werden die Sadhana chatushtaya (Vorbedingungen, Qualifikationen) des vierfachen spirituellen Weges. Dies sind Viveka (Unterscheidungskraft, Diskrimination – insbesondere Unterscheidung zwischen Beständigem, Ewigem und Unbeständigem, Vergänglichem), Vairagya (Leidenschaftslosigkeit), die sechs inneren Reichtümer, die Shat-sampat, sowie Mumukshutva (Verlangen nach Befreiung – insbesondere Befreiung vom Samsara). Die sechs inneren Reichtümer (auch sechsfache innere Disziplin) setzen sich ihrerseits zusammen aus Shama (Geisteskontrolle), Dama (Sinneskontrolle), Uparati bzw. Uparama (Introspektion, Nachinnenwendung), Titiksha (Ertragen, Ausdauer, innere Stärke), Shraddha (Vertrauen, Glaube an Lehrer und Schriften) und Samadhana (Konzentration). Wer alle vier sadhanas meistert wird zum adhikāri und kann die Wahrheitssuche beginnen.
Anmerkung: Der Autor definiert hier nur die Begriffe. Methodiken zu ihrer Erlangung finden sich im Karma Yoga für die drei Sadhanas und im Upasana Yoga für die sechs Reichtümer, beides Vorstufen zum Jnana Yoga. Die Yoga-Praktiken an sich sind aber ohne ethischen Überbau nicht ausreichend, es müssen folglich noch die zehn Gebote des Yama/Niyama mit berücksichtigt werden.

#### ātma vicāra bzw. ātmatattvaviveka
Dieser Abschnitt enthält in 9 Hauptversen (Verse 8 bis 16) 38 Einzelverse und definiert gegenüber allem Veränderlichen die alleinige Realität des Atman. Der Atman ist getrennt vom materiellen Körper (Sharira), der in drei Modi vorliegt (sharīra trayam): grobstofflicher Körper (sthūla sharīra), feinstofflicher Körper (sūkshma sharīra) und kausaler Körper (karana sharīra). Mit den drei Bewusstseinszuständen (avasthā trayam) – Wachen, Träumen und Tiefschlaf – hat er ebenfalls nichts zu tun und auch in den fünf Körperhüllen (pancha koshaḥ)– Nahrung, Lebensluft bzw. Energie, Geist bzw. Psyche, Verstand bzw. Intellekt sowie Seligkeit bzw. Unbewusstheit – ist er nicht zu finden. Was ist also letztendlich der Atman? Die Antwort lautet Sat-Chit-Ananda, das ewigwährende Wissen um Glückseligkeit.

### Untersuchung der Schöpfung

#### śriṣṭi vicāra bzw. jagata kī utpatti
In diesem Abschnitt bestehend aus 9 Hauptversen (Verse 17 bis 25) mit insgesamt 23 Einzelversen werden die 24 Tattvas vorgestellt, die allesamt aus Maya, dem kausalen Universum hervorgehen. Maya baut sich aus fünf Elementen (pancha bhūtāni) auf, die ihrerseits wiederum in drei Modi oder Komponenten (Gunas, Tri Guņātmikā) vorliegen. Die fünf Elemente sind Akasha (Äther), Vayu (Luft), Agni bzw. Tejas (Feuer), Jalam bzw. Apa (Wasser) und Bhumi bzw. Prithivi (Erde), die drei Erscheinungsweisen Sattva (Helligkeit), Rajas (Bewegung) und Tamas (Finsternis).
Aus der Sattva-Komponente der fünf Elemente entwickeln sich die fünf Sinnesorgane unserer Erfahrung bzw. Wissens (pancha jñāna indriyāni), nämlich Ohren (Gehör), Haut (Tastsinn), Augen (Sehen), Zunge (Geschmack) und Nase (Geruch). Überdies entsteht aus der Sattva-Komponente der vierfach in Manas, Buddhi, Ahamkara und Chitta unterteilte Geist. Die Rajas-Komponente entfaltet sodann die fünf Tätigkeitsorgane (pancha karma indriyāni) – Sprache (vāk), Hände (pāni), Füße (pāda), Anus (pāyuḥ) und Genital (upastha) – sowie die fünf Lebenslüfte. Die Tamas-Komponente führt zur letztlichen Verdichtung und zur Manifestation der fünf Elemente. Wir haben somit 9 Sattva-Tattvas, 10 Rajas-Tattvas und 5 Tamas-Tattvas oder insgesamt 24 Tattvas in der kosmischen Manifestation vorliegen.

### Untersuchung der Identität zwischen Einzelwesen und Gott

#### jīva iśvara vicāra bzw. jīva-brahma kā ekya
In diesem Abschnitt mit 10 Hauptversen (Verse 26 bis 35) und insgesamt 11 Einzelversen wird vorausschickend erklärt, dass eine fundamentale Einheit zwischen Mikrokosmos und Makrokosmos besteht, d. h. zwischen der Einzelseele (Jiva) und der Überseele (Ishvara). Nur durch Unwissenheit hält sich die Einzelseele für verschieden von der Überseele. Solange dieser Irrtum bestehen bleibt wird die Einzelseele weiterhin im Samsara, im Kreislauf von Werden und Vergehen, gefangen bleiben. Sobald aber die Einzelseele ihre Identität (beispielsweise im Samadhi) mit dem Brahman erkennt, wird sie zum Jivanmukta, einer bereits in diesem Leben befreiten Seele. Dass das Bewusstsein hinter der Einzelseele und der Überseele prinzipiell von gleicher Qualität ist, kommt auch in der Formel Tat Tvam Asi zum Ausdruck – das Bewusstsein im «Tat» ist identisch mit dem Bewusstsein im «Tvam», es gibt keinen Unterschied.

### Frucht des Wissens über das Selbst

#### jñanaphalam bzw. jīvanmuktaḥ
Im letzten Abschnitt mit drei Hauptversen (Verse 36 bis 38) und 14 Einzelversen wird noch einmal auf die Frucht der Erkenntnis des Jivanmukta eingegangen. Dessen Hauptmerkmal ist nämlich, dass er ab jetzt frei von jeglichem Karma ist und somit aus dem Kreis des Samsara heraustritt. Sodann werden die drei Arten von Karma erläutert:
- Agami Karma – Ergebnisse guter und schlechter Handlungen nach der Identitätserkenntnis.
- Sanchita Karma – Akkumulierte Ergebnisse der Handlungen in vorangegangenen Inkarnationen (in Samenform).
- Prarabdha Karma – Auswirkungen der Handlungen im jetzigen Leben.

Das Agami Karma wird von nun an vermieden und die Samen des Sanchita Karma werden augenblicklich durch die Erleuchtung des Yogi verbrannt und haben auf ihn keinerlei weitere Wirkung mehr. Das Prarabdha Karma muss in diesem Leben aber noch aufgezehrt werden, bleibt jedoch für den Yogi ohne negative Folgen. Zum Abschluss wird affirmiert, dass der Kenner des Selbst alle Sorgen hinter sich lassen kann, da ihn seine Bewusstwerdung von allen Auswirkungen seiner Handlungen automatisch befreit hat:

„Om tat sat“

## Bedeutung
In unvergleichlich kurzer und prägnanter Form gelingt es Adi Shankara, die Essenz des Vedanta in seinem Tattva Bodha zu erläutern. Es stellt somit eine gestraffte Version seines berühmten Vivekachudamani dar. Die Essenz lautet wie folgt:
- Der jīva ātmā ist qualitativ identisch mit dem parama ātmā.
- Der parama ātmā ist satyam – wahrhaft ewig und unvergänglich.
- Der anātmā jedoch ist mithyam (abhängig und zeitweilig) und beruht auf dem parama ātmā.

Die Erkenntnis der ewigen Natur des wahren Selbst vernichtet sämtliches Karma und befreit somit den Jiva aus dem Samsara.